# Mein junges und sorgloses Herz

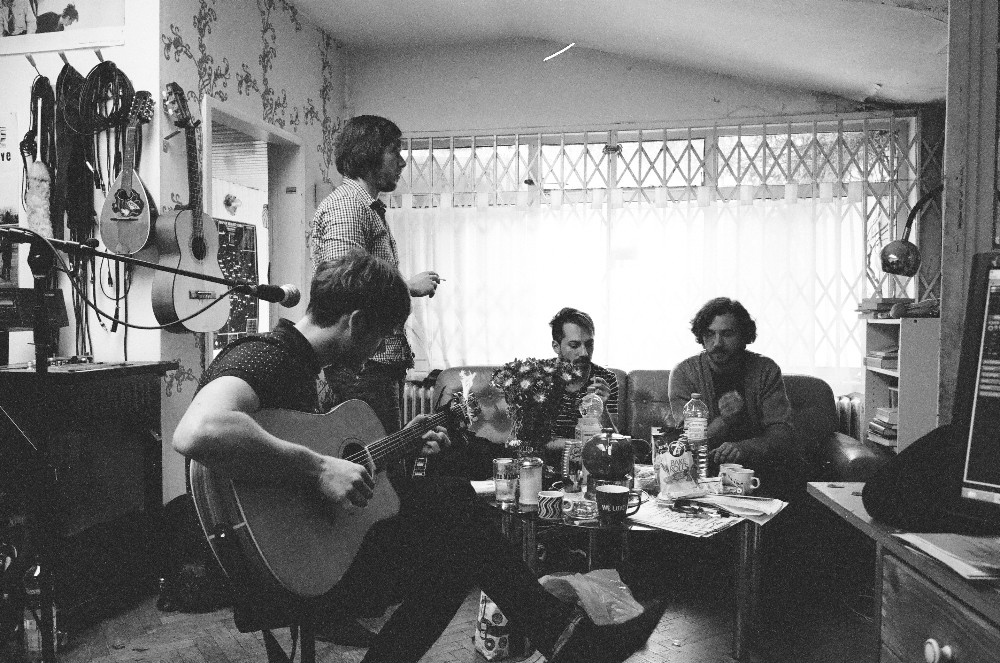
Neo Rodeo in den Le Châtelet - Studios (Januar 2013)

Mein junges und sorgloses Herz ist das erste Studioalbum der Band Neo Rodeo. Es erschien am 26. April 2013 bei Tapete Records in Hamburg.

## Entstehung und Aufnahmetechnik
Nachdem Neo Rodeo im September 2012 von dem Hamburger Label Tapete Records unter Vertrag genommen wurden, begannen sie im folgenden Winter mit der Produktion ihres Debütalbums. Die Aufnahmen fanden vom 6.–10. Dezember 2012 und 10.–14. Januar 2013 in den Le Châtelet - Studios in Hamburg unter der Leitung von Gregor Hennig statt. Für die Produktion wurde größtenteils auf analoge Bandaufnahme mittels einer OTARI MTR90 mkII 24 Spur-Bandmaschine zurückgegriffen. Die Bläsersätze zu den Stücken Alles was ich hab, Abrahams Bar und Nicht mehr ganz klar wurden von den Gastmusikern Philip Morton Andernach (Saxofon), Gunther Buskies (Saxofon) und Christoph Buskies (Posaune) eingespielt.

## Titelliste
1. (Hallo, Hallo) Ich bin wieder da (Winter)
2. Mein junges und sorgloses Herz (Winter)
3. Alles was ich hab (Winter)
4. Meine Karriere und ich (Winter)
5. Abrahams Bar (Winter)
6. Fleißiges Mädchen (Winter/Johnson)
7. Freie Liebe (Winter)
8. Urlaub (Winter)
9. Milchmann (Winter)
10. Alles Egal (Winter)
11. Nicht mehr ganz klar (Winter)
12. Ganz sicher vielleicht (Winter/Greule)

## Covergestaltung
Das Coverfoto zeigt die Bandmitglieder Johannes Winter, Jeremy James Dhôme und Lena Smejkal beim Wurstbrötchenessen im Backstageraum des Clubs Jazzhaus Freiburg. Aufgenommen wurde das Bild im April 2011 von Isabelle Fassnacht mit einer Diana+ Lomokamera. Die abschließende Gestaltung übernahmen Michael Hoppe – der bereits die beiden vorangegangenen EPs der Band gestaltet hatte – und Kerstin Holzwarth.

## Rezensionen
Pascal Bremmer rezensierte das Album mit 8 von 10 möglichen Punkten und resümiert für Plattentests.de:

„Getreu dem – etwas umformulierten – Motto ‚Du bekommst den Cowboy aus dem Western, aber den Western nicht aus dem Cowboy‘ umtreibt die Truppe auch hier im hochtechnologisierten 21. Jahrhundert der Wunsch eines freien Lebens. Neo Rodeo formulieren ihre eigene kleine Unabhängigkeitserklärung und deklarieren für sich die Emanzipation von Umständen, von Ansprüchen anderer und ein Leben, dessen einziges Ziel der Weg ist. Unbehelligt reiten die Fünfe von dannen, der Sonne entgegen. ‚So long!‘ - bis zum nächsten Abenteuer.“

Frank Schuster vom GoodTimes Magazin überschrieb seine Albumkritik mit dem Titel Rock’n’Roll mit Milchmann und beschloss seine Rezension mit den Sätzen:

„Im derzeitigen Boom sensibler junger deutscher Songwriter (Max Prosa, Philipp Poisel, Dota Kehr u. a.) bringt das Quintett einen ruppigen Ton und eine gehörige Portion Rock’n'Roll ein - ganz in der Nachfolge deutscher Künstler wie Rio Reiser, Stoppok und Nils Koppruch (Fink). Anstatt auf romantisch zu machen orientieren sich Neo Rodeo eher an Gassenpoeten wie Charles Bukowski und Jörg Fauser, musikalisch stecken sie knietief in Indie-, Blues- und Country-Rock, vorangetrieben von markanten Breitseiten-Gitarrenriffs.“